# Haag (Eurasburg)
Haag ist ein Gemeindeteil von Eurasburg im oberbayerischen Landkreis Bad Tölz-Wolfratshausen. Die Einöde liegt circa drei Kilometer südöstlich von Eurasburg.
Haag wurde im Jahr 1978 als Teil der ehemals selbständigen Gemeinde Herrnhausen zu Eurasburg eingemeindet.